# Hiệp hội Làm vườn Vương thất

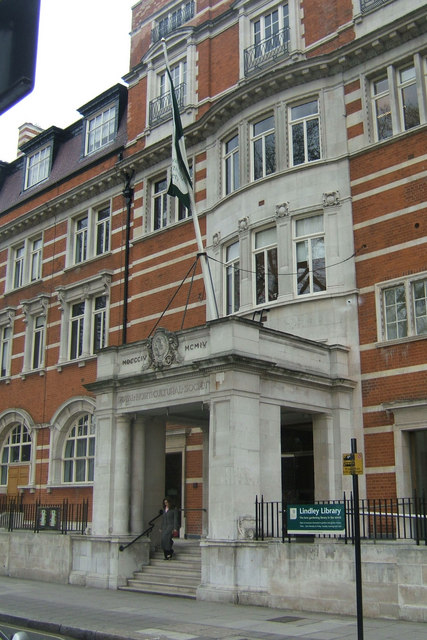
RHS headquarters, Vincent Square

Hiệp hội Làm vườn Vương thất (tiếng Anh: Royal Horticultural Society, viết tắt RHS), được thành lập năm 1804 với cái tên Hiệp hội Làm Vườn Luân Đôn, là một tổ chức dẫn đầu về việc từ thiện làm vườn.